# Norman Brookes
Sir Norman Everard Brookes  (Melbourne, 14 de novembro de 1877 — 28 de setembro de 1968) foi um tenista australiano e presidente da Lawn Tennis Association of Australia. Brookes foi o primeiro tenista não britânico a vencer o Torneio de Wimbledon masculino, sendo vice pela primeira vez em 1905 e sendo bicampeão, vencendo em 1907 e 1914. Em torneios de grand-slam, ele ainda venceu o Open da Austrália em 1911.
Além dos feitos em Grand-Slam, Norman Brookes é o tenista mais velho a disputar uma final da Copa Davis, aos 43 anos e 48 dias, em 1920, e é também o mais velho a ganhar numa final, aos 42 anos e 68 dias, em 1919.
Brookes entrou para o International Tennis Hall of Fame em 1977.

## Carreira
Seu pai, William Brookes, tornou-se rico com a incursão na extração de ouro na região de Bendigo. Norman nasceu na cidade de Melbourne e recebeu uma educação privada. Depois de terminar seus estudos, trabalhou na fábrica de papel da qual seu pai era diretor geral.
Quando criança, Brookes jogava tênis nas quadras da mansão de sua família em Melbourne e, devido à escassez de quadras e treinadores na Austrália, se desenvolveu quase como um autodidata. Por isso, não trocava sua empunhadura entre o drive e o revés, e como muitos dos seus contemporâneos, realizava ambos os golpes com a mesma face da raquete. Graças a um inglês que conheceu na Austrália, aprendeu a técnica do serviço americano (ou Twist Service), desenvolvido por Holcombe Ward e Dwight Davis nos Estados Unidos.
Em 1905, fez sua primeira viagem para a Europa junto com Anthony Wilding e Alfred Dunlop para jogar em Wimbledon e como parte da equipe da Australásia de Copa Davis. Sua participação em Wimbledon foi um sucesso, tornando-se o primeiro jogador não britânico (incluindo a Irlanda) a alcançar a final do torneio mais prestigiado do mundo. Na final, perdeu para a grande estrela britânica, Laurie Doherty. Depois jogam as séries do Desafio Internacional de Tênis no Queen's Club onde derrotam facilmente a Áustria e são superados pelos Estados Unidos de William Larned e Beals Wright.
Apesar de se considerar que o estilo de saque e voleio tenha surgido depois da Segunda Guerra Mundial, Brookes foi o primeiro grande expoente desse estilo, correndo para a rede depois da maioria de seus serviços e implementando o "ataque a morte", subindo à rede e logo soltando golpes torpes. Devido a sua grande variedade de saques e sua enorme quantidade de voleios, foi rotulado de pouco ortodoxo em seu tempo e recebeu o apelido de "O Mago".
Em sua segunda viagem a Europa em 1907, Brookes arrasa com tudo. Já com os irmãos Doherty aposentados, Brookes torna-se o primeiro estrangeiro a vencer o Torneio de Wimbledon, ao derrotar na final ao britânico Arthur Gore por 6-4/6-2/6-2. Depois participa do Desafio Internacional de Tênis junto com Wilding e triunfam sobre os Estados Unidos na série anterior à final, deixando-os pela primeira vez fora da final, num torneio reservado no início somente a britânicos e estadunidenses. Na final, contra as Ilhas Britânicas, rapidamente abrem 2-0 com as vitórias de Brookes sobre Arthur Gore e de Wilding sobre Herbert Roper Barrett. Entretanto, a vitória dos britânicos nas duplas e de Gore sobre Wilding empataram novamente a série. Na partida decisiva, Brookes não teve piedade de Roper Barrett, derrotando-o por 6-2/6-0/6-3 e levando pela primeira vez a Copa para fora da Grã-Bretanha depois de 4 anos consecutivos. Nesse ano, Brookes e Wilding venceram também o campeonato de duplas em Wimbledon. Brookes voltou da Europa invicto em simples, com uma só derrota em duplas e com a Copa Davis pela primeira vez para uma associação além da britânica ou estadunidense.
Nos anos seguintes, Brookes decidiu não viajar a Europa e se dedicou só aos encontros pelo Desafio Internacional na Austrália. A equipe defendeu seu título em 1908 y 1909 de forma vitoriosa, com Brookes vencendo 5 dos seus 6 partidos (2 em duplas) derrotando nas finais aos Estados Unidos. Sua única derrota foi contra Beals Wright no quarto ponto da final de 1908 depois de estar ganhando os dois primeiros sets, terminou perdendo por 12-10 no quinto set, ainda que Wilding selou o final da série com sua vitória sobre Fred Alexander. Em 1911, conquistou sua única vitória individual no Australasian Championship derrotando na final a seu compatriota Horace Rice.
Depois do cancelamento do Desafio Internacional em 1910, em 1911 a Australásia venceu pela quarta vez consecutiva o torneio, mas desta vez sem a presença de Wilding. Venceram aos Estados Unidos por 4-0 em Christchurch com 3 partidas ganhas por Brookes. Em 1912, acabaria a hegemonia australasiana quando as Ilhas Britânicas, lideradas por James Parke, que surpreendeu no primeiro dia ao derrotar a Brookes, os derrotaram por 3-2 em Melbourne. Brookes ainda venceu em duplas e no seu segundo jogo de simples, mas a atuação de Parke na série foi decisiva.
Em 1913, a Australásia participa do Desafio Internacional com uma equipe frágil, sem Brookes nem Wilding e é eliminada precocemente. Em 1914, Brookes, com 36 anos, decide voltar à Europa, depois de 7 anos da sua conquista em Wimbledon. Nesta época, Wilding se encontrava num ponto mais acima de sua carreira e disposto a defender seu título na grama britânica. Brookes alcança a final de all-comers onde derrota em uma incrível partida de 5 sets ao alemão Otton Froitzhem e na finalíssima contra Wilding, liquida o jogo por 6-4/6-4/7-5 com um repertório de golpes infalíveis. Em duplas, tendo Wilding como parceio, vence seu segundo título na "Catedral do tênis" derrotando a dupla formada por Charles Dixon e Herbert Roper Barrett.
Ambos viajam aos Estados Unidos para voltar a formar parte juntos da equipe do Desafio Internacional. Depois de superar facilmente ao Canadá, Alemanha e Reino Unido (Brookes derrota a Parke em 5 sets), enfrentam aos donos da casa na final. Brookes perde a primeira partida contra o "cometa californiano" Maurice McLoughlin (um memorável 17-15 6-3 6-3 para o norte-americano) mas consegue se recuperar, ganhando em duplas junto a Wilding e define a série no quarto ponto com uma vitória em 4 sets contra Richard Norris Williams. Assim, a taça volta à Australia (que agora competia como nação independente, apesar da participação do neozelandês Wilding) depois de dois anos.
Com o início da Primeira Guerra Mundial, as competições de tênis são suspensas quase por completo (só se desenvolve o US Championships com a participação quase exclusiva de norte-americanos) e a carreira esportiva de Brookes parece chegar ao seu fim, devido a sua idade. Entretanto, em 1919, já com 41 anos, participa novamente em Wimbledon e para a surpresa de muitos, alcança a final de simples, onde perde para seu compatriota Gerald Patterson. Junto com Patterson, vencem o título de duplas no US Championships (primeiros australianos a conquistá-lo), vencendo na final a dupla formada por Vincent Richards e Bill Tilden em 5 sets. Também foram parceiros na final do Desafio Internacional contra o Reino Unido, conquistando o segundo título consecutivo para a Austrália.
Brookes faz uma última incursão na equipe australiana em 1920, mas perdem categoricamente para os Estados Unidos, liderados por Bill Tilden. Brookes perde os 3 pontos que disputa na final: em duplas junto a Patterson e as de simples, contra Tilden e Bill Johnston.
Em 1924, então com 46 anos, dá uma incrível mostra de longevidade. Junto a James Anderson, levantam o título de duplas no Australian Championships. No mesmo ano, derrota em Wimbledon ao n.º5 do mundo Frank Hunter, que tivera sido finalista do torneio no ano anterior e 17 anos mais jovem. Seu título na Austrália o mantem até hoje como o mais longevo jogador a vencer um Grand Slam em qualquer uma das suas modalidades.

## Legado e honras
Bill Tilden considerou a Brookes em seu livro "Tennis" como "o melhor jogador de tênis que o mundo havia conhecido, porque sempre está disposto a trocar seu plano para encontrar a estratégia de seu oponente e quase sempre o consegue. Brookes é o maior cérebro no mundo do tênis".
Depois de sua aposentadoria, foi nomeado presidente da Associação Australiana de Tênis, cargo que exerceu por 28 anos, até 1955. Foi condecorado com a Legião Francesa de Honra por sua participação como capitão do exército britânico durante a Primeira Guerra Mundial. Em 1939, foi feito cavaleiro e recebeu o título de Sir. Foi promotor do desenvolvimento do estádio de Kooyong (para 8.500 espectadores) na região de Melbourne, que foi sede do Aberto da Austrália em muitas ocasiões, antes da construção do Melbourne Park.
Foi capitão da equipe australiana no desafio internacional de tênis entre 1908 e 1912 e entre 1914 e 1920, jogando 39 partidas em simples e duplas, com um total de 28 vitórias (18 em simples e 10 em duplas). Em 1977, foi incluso no International Tennis Hall of Fame. O troféu dado ao vencedor do torneio de simples masculino do Open da Austrália tem o nome de "Norman Brookes" em sua homenagem.

## Grand Slam finais

### Simples: 5 (3 títulos, 2 vices)
| Resultado | Ano  | Campeonato                 | Piso  | Oponente         | Placar        |        |
| --------- | ---- | -------------------------- | ----- | ---------------- | ------------- | ------ |
| Vice      | 1905 | Wimbledon                  | Grama | Laurence Doherty | 6–8, 2–6, 4–6 | [ 11 ] |
| Campeão   | 1907 | Wimbledon                  | Grama | Arthur Gore      | 6–4, 6–2, 6–2 | [ 11 ] |
| Campeão   | 1911 | Australasian Championships | Grama | Horace Rice      | 6–1, 6–2, 6–3 | [ 12 ] |
| Campeão   | 1914 | Wimbledon                  | Grama | Anthony Wilding  | 6–4, 6–4, 7–5 | [ 11 ] |
| Vice      | 1919 | Wimbledon                  | Grama | Gerald Patterson | 3–6, 5–7, 2–6 | [ 11 ] |

### Duplas: 5 (4 títulos, 1 vice)
| Resultado | Ano  | Campeoanto                  | Piso  | Parceiro         | Oponentes                           | Placar                  |        |
| --------- | ---- | --------------------------- | ----- | ---------------- | ----------------------------------- | ----------------------- | ------ |
| Campeão   | 1907 | Wimbledon                   | Grama | Anthony Wilding  | Karl Behr Beals Wright              | 6–4, 6–4, 6–2           | [ 13 ] |
| Vice      | 1911 | Australasian Championships  | Grama | John Addison     | Rodney Heath Randolph Lycett        | 2–6, 5–7, 0–6           | [ 14 ] |
| Campeão   | 1914 | Wimbledon                   | Grama | Anthony Wilding  | Herbert Roper Barrett Charles Dixon | 6–1, 6–1, 5–7, 8–6      | [ 13 ] |
| Campeão   | 1919 | U.S. National Championships | Grama | Gerald Patterson | Vincent Richards Bill Tilden        | 8–6, 6–3, 4–6, 4–6, 6–2 | [ 15 ] |
| Campeão   | 1924 | Australasian Championships  | Grama | James Anderson   | Pat O'Hara Wood Gerald Patterson    | 6–2, 6–4, 6–3           | [ 14 ] |